# ティファニーで朝食を (映画)
『ティファニーで朝食を』（ティファニーでちょうしょくを、原題： Breakfast at Tiffany’s）は、1961年のアメリカ合衆国のロマンティック・コメディ映画。監督はブレイク・エドワーズ、主演はオードリー・ヘプバーンとジョージ・ペパード。
原作であるトルーマン・カポーティの同名中編小説とは異なり、映画は主人公と語り手の作家の恋愛を中心に描いている。ヘプバーンの代表作の1本として知られており、この作品で清純派であるヘプバーンが清純でないホリーを演じたことで、映画の中の女性像をすっかり変えてしまった、アメリカ人の既存の価値観をことごとくひっくり返したとも言われている。

## あらすじ
華やかな世界に憧れるホリー・ゴライトリーは、化粧室に行くと言っては小銭がないからと男性から50ドルをもらい、生計を立てていた。また収監中のマフィア、サリー・トマトと面会し、彼の話す「天気予報」をある弁護士に伝えることで多額の報酬を受け取っていた。アパルトマンには彼女の取り巻きの男達が訪れては騒動になっている。同じアパルトマンに自称作家のポール・バージャクが引っ越してくる。ポールが最後に出版したのは何年も前で、今は裕福なマダム「2E」の愛人をしていた。
ホリーはポールに兄フレッドの姿を重ね、また無邪気で奔放なホリーにポールは魅かれていく。しかし、ある日アパルトマンの前に佇む男がおり、2Eの夫が雇った探偵ではないかと疑うポールが男に近づくと、彼はテキサスの獣医で姓をゴライトリーと言った。彼はホリーの夫であり、ポールは彼女の本名はルラメイで、不幸な生い立ちから14歳で結婚したことを知る。ホリーはポールに付き添って夫に別離を告げ、ポールとの親交を深める。ポールも2Eに関係を終わらせようと話し、引き止められるが断り別れを告げる。
ポールはホリーと共に訪れたティファニーで、おまけの玩具 ("Toy Surprise Inside") が付属することでもよく知られているクラッカー・ジャックというお菓子のおまけの指輪に刻印をしてもらうが、その後彼女は図書館で熱心に南米のことを勉強していた。なんとブラジルの大富豪ホセとの結婚が決まったと言い、喧嘩別れに終わる。その際、ポールはホリーに自分も他の男と一緒ならと化粧室へ行く際のチップを渡し去って行ってしまう。数か月後、ポールがホリーの家に招かれると、リオデジャネイロ行きを明日に控え、彼女はすっかり家庭的になろうとしていた。一方、ポールも作家として生計を立てられるようになっていた。ホリーが料理に失敗し、二人は外食に行くが、帰宅すると警官が待ち構えていた。
サリー・トマトの麻薬密売に加担したとして、ホリーは勾留され、さらに大々的に報道されてしまう。翌日、ポールの迎えで保釈され、猫と共にホテルへ身を隠すように告げられる。ホセからの家名に傷がつくいう理由で結婚は破談にするとの手紙をポールが読み上げる。しかし彼女は予定通りリオに行くと言って聞かず、私はこの猫と一緒で名前がない、とタクシーを停め外に逃がしてしまう。ポールはもう必要なくなったとティファニーで刻印をしてもらった指輪をホリーに投げつけ、彼女を残してタクシーから降りる。ホリーは指輪を指に嵌めるや否や涙ながらに逡巡し、タクシーを降りてポールを追う。雨の中で猫が見つかりポールとも再会し熱い抱擁を交わすのだった。

## キャスト
| 役名                         | 俳優                           | 日本語吹き替え | 日本語吹き替え                                                          | 日本語吹き替え                                        |
| 役名                         | 俳優                           | フジテレビ版   | 日本テレビ版                                                            | ソフト版                                              |
| ---------------------------- | ------------------------------ | -------------- | ----------------------------------------------------------------------- | ----------------------------------------------------- |
| ホリー・ゴライトリー         | オードリー・ヘプバーン         | 池田昌子       | 池田昌子                                                                | 池田昌子                                              |
| ポール・バージャク           | ジョージ・ペパード             | 金内吉男       | 野沢那智                                                                | 野沢那智                                              |
| 2E                           | パトリシア・ニール             | 初井言栄       | 谷育子                                                                  | 沢田敏子                                              |
| ドク・ゴライトリー           | バディ・イブセン               | 塚本信夫       | 小林修                                                                  | 山野史人                                              |
| O・J・バーマン               | マーティン・バルサム           | 加藤正之       | 阪脩                                                                    | 稲葉実                                                |
| ホセ・ダ・シルヴァ・ペレイラ | ホセ・ルイス・デ・ヴィラロンガ | 立沢雅人       | 納谷六朗                                                                | 田原アルノ                                            |
| ティファニーの店員           | ジョン・マッギーヴァー         |                |                                                                         | 村松康雄                                              |
| メグ・ワイルドウッド         | ドロシー・ホイットニー         | 沢田敏子       | 雨蘭咲木子                                                              | 雨蘭咲木子                                            |
| ラスティ・トローラー         | スタンリー・アダムス           |                |                                                                         | 宝亀克寿                                              |
| 司書                         | エルヴィア・オールマン         |                |                                                                         | すずき紀子                                            |
| サリー・トマト               | アラン・リード                 | 緑川稔         | 藤本譲                                                                  | 村松康雄                                              |
| ストリッパー                 | ビヴァリー・パワーズ           | 台詞なし       | 台詞なし                                                                | 台詞なし                                              |
| シド・アーバック             | クロード・ストラウド           | 石森達幸       |                                                                         | 宝亀克寿                                              |
| 猫                           | オランジー                     | 原語版流用     | 原語版流用                                                              | 原語版流用                                            |
| ユニオシ, I.Y.               | ミッキー・ルーニー             | 田中信夫       | 緒方賢一                                                                | 辻親八                                                |
| その他                       | N/A                            | 勝田久 黒部鉄  | 峰恵研 西村知道 島香裕 さとうあい 田原アルノ 古田信幸 種田文子 木藤聡子 | 仲野裕 古田信幸 中澤やよい 遠藤純一 斎藤恵理 相楽恵美 |

- フジテレビ版：初回放送・1978年3月10日『ゴールデン洋画劇場』21:00-22:54
- 日本テレビ版：初回放送・1995年1月20日『金曜ロードショー』21:03-22:54
- ソフト版：2001年発売のDVDに初収録され、以降のソフト（BDなど）にも収録。配信にも使用。

## スタッフ
- 監督：ブレイク・エドワーズ

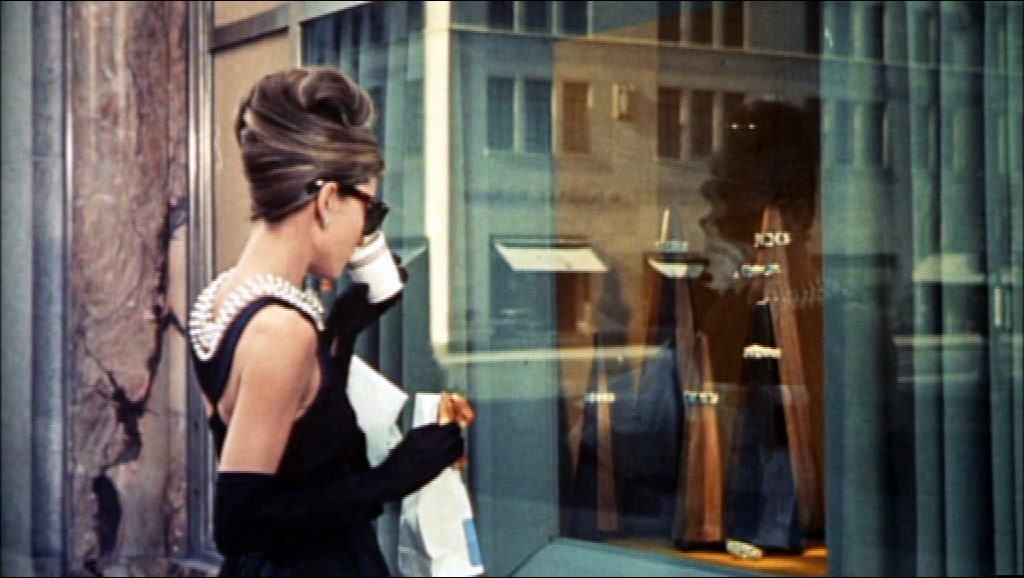
ティファニーの前で朝食を食べるオープニングシーンのオードリー・ヘプバーン

- 製作：マーティン・ジュロウ、リチャード・シェファード
- 脚本：ジョージ・アクセルロッド（英語版）
- 原作：トルーマン・カポーティ
- 撮影：フランツ・プラナー（英語版）、フィリップ・H・ラスロップ（クレジットなし）
- 美術：ハル・ペレイラ（英語版）、ローランド・アンダーソン（英語版）
- 編集：ハワード・スミス
- 特殊効果：ジョン・P・フルトン
- セット：サム・カマー、レイ・モイヤー
- 衣装監督：イーディス・ヘッド
- ヘプバーンの衣装：ユベール・ド・ジバンシィ
- パトリシア・ニールの衣装：ポーリーン・トリジェール
- 録音：ヒューゴー・グレンツバック、ジョン・ウィルキンソン
- 音楽：ヘンリー・マンシーニ
- 主題歌『ムーン・リバー』
  - 作曲：ヘンリー・マンシーニ
  - 作詞：ジョニー・マーサー
  - 歌：オードリー・ヘプバーン

### 日本語版
- 字幕翻訳：高瀬鎮夫

| 吹き替え       | フジテレビ版 | 日本テレビ版      | ソフト版     |
| -------------- | ------------ | ----------------- | ------------ |
| 演出           | 中野寛次     | 伊達康将          | 伊達康将     |
| 翻訳           | 飯嶋永昭     | 岩佐幸子          | 杉田朋子     |
| 調整           | 前田仁信     | 遠西勝三          |              |
| 選曲           | 重秀彦       | N/A               | N/A          |
| 効果           | 遠藤堯雄     | リレーション      | N/A          |
| 録音           |              | スタジオ・ユニ    |              |
| 制作担当       |              | 神部宗之 菊地由香 |              |
| プロデューサー | 富岡文枝     | 金井芳広 門屋大輔 |              |
| 制作           | 東北新社     | 東北新社          | 東北新社     |
| 制作           | フジテレビ   | 日本テレビ        | パラマウント |

## 製作

### 映画化権
製作者マーティン・ジュロウとリチャード・シェファードは彼らのプロダクションで映画にできる作品を探していた。彼らは最初に手がけた『縛り首の木』の製作途中に、発売前の『ティファニーで朝食を』の試読レポートを受け取った。「映画化には推薦せず」とレポートには書かれてあったが、ジュロウもシェファードもその作品には惹かれていた。ベストセラーになる類の本ではなかったが、原作者のトルーマン・カポーティはニューヨークの社交界を支配していた。たとえ自分のところで映画化しなくても、良い投資対象であることをジュロウは見抜いており、権利獲得のためにカポーティのエージェントと連絡を取り、すぐさま飛行機で飛んだ。ジュロウ−シェファード・プロダクションにはまだ実績はなかったが、ジュロウはシェファードと組む前からショービジネス界の大御所であり、シェファードは過去にマリリン・モンロー、グレース・ケリー、マーロン・ブランドなどのエージェントをやっていた。もともとジュロウはカポーティのエージェントと良好な関係を保っており、シェファードの人脈でどんな超大物のスターにも電話1本で連絡がつけられるという強みを持っていた。カポーティとの話し合いが始まったが、カポーティは、マリリン・モンローはあれだけセクシーなのに純真で、ホリー・ゴライトリーを演じるために地上に遣わされたのだ、ホリー役の第1候補はモンローだと語った。ジュロウは本への賛辞を挟みながら聞き役に徹していたが、カポーティが「わかってるだろうけど、男の主役を演じるのは僕だから。」と言ったときには息を飲んだ。ジュロウは「あなたがあの役を演じるのはもったいないですよ。」と言い、「映画ではすべての目はホリーに注がれるんですよ。あの男の主役はホリーがもたれかかる肩でしかないのです。あなたにはもっとダイナミックで華々しい役の方が合っています。」と述べた。ジュロウはカポーティに白々しさを嗅ぎつけられたらおしまいだ、と思っていたが、しばらくの沈黙の後カポーティは、「君の言う通りだな。僕にはもっとダイナミックな役の方が合っている。」と答えた。
翌日、ジュロウ−シェファード・プロダクションが契約していたパラマウントの承認の下、6万5000ドルで映画化の契約を締結した。

### マリリン・モンロー
製作者二人はモンローが適役とは考えていなかった。ホリーはシャープでタフでなければならなかったが、モンローはあまりにか弱すぎ、そのような人間がたった1人で大都会でホリーのように生きるとは想像し難かった。さらに現実的にモンローは無責任なことで悪名高く、慢性の遅刻癖と、台詞覚えの悪さも致命的であった。一つのシーンのために、40〜50テイクも撮らなければならなかった。
契約の帰りの飛行機で、偶然ジュロウはモンローと隣り合わせになった。『ティファニーで朝食を』に関してモンローはミルトン・グリーンから聞いて知っており興味を示していたが、モンローはポーラ・ストラスバーグと話し合わなければいけないとした。話し合いとモンローは言ったが、よく聞くとそれは許可を得るということであった。後日ポーラはジュロウ宛に「マリリン・モンローは夜の女をお引き受けいたしません」として断りの電話を入れてきたという。
しかし同じ製作のリチャード・シェファードが言うには、製作者二人のホリー役の第1候補は初めからオードリー・ヘプバーンであり、そこで一時期モンローのエージェントをしていたシェファードはモンローに直接電話し、「できれば私たちはオードリーを使いたいんだ。」と伝え、モンローは「オッケー」と言ったという。ホリーを演じたがっていたモンローに伝えるのはとても辛かったとシェファードは述べている。
どちらにしてもモンローの出演の話はなくなった。

### 脚本
ジュロウとシェファードには女優が抱く、何やらいかがわしい企画なのでは、という懸念が読み始めた途端に吹き飛んでしまうような優れた脚本が必要であった。1959年1月にジュロウとシェファードは人選を開始した。
ジョージ・アクセルロッドは、妻から『ティファニーで朝食を』の本を渡されて以来、この脚本を書きたくてウズウズしていた。しかし当時アクセルロッドは『七年目の浮気』『バス停留所』などの成功により、低俗趣味の脚本を書く才能はあるが、それ以外はダメだと思われていた。
彼は企画を持って20世紀フォックスに掛け合ったが、そこではジュロウ−シェファード・プロダクションに先を越されていたのがわかった。アクセルロッドはその足でパラマウントへ行ったが、ジュロウとシェファードに「あなたには品性がない。『ティファニーで朝食を』は品位ある第１級の作品にしたい。」と言って断られた。
『七年目の浮気』以降、アクセルロッドは映倫から危険人物とみなされており、そうでなくてもコールガールを扱う作品に彼の名前が入るのはお蔵入りになりかねず、論外であった。
ジュロウとシェファードはサムナー・ロック・エリオットという脚本家に60ページの脚本概要を書いてもらい、出来が良ければ脚本に発展させ、良くなければそこで終了する、という契約を結んだ。ところが出来上がった脚本概要ははっきりした筋がなく、精彩に欠けるものだった。シェファードはがっかりし、別の脚本家を探すこととなった。
アクセルロッドはエージェントからジュロウとシェファードが代わりの脚本家を探している、まだやる気はあるか？という電話を受け取った。アイデアさえ気に入られれば、脚本概要は飛ばして直接脚本を書くことになるということであった。
新しい候補者には業界のベテランが名を連ねていた。『雨に唄えば』のベティ・コムデンとアドルフ・グリーン、『紳士は金髪がお好き』のチャールズ・レデラー、『麗しのサブリナ』『めまい』のサミュエル・テイラー、『カサブランカ』のジュリアス・J・エプスタイン、『麗しのサブリナ』のアーネスト・レーマン、『アダム氏とマダム』のガーソン・ケニンとルース・ゴードンであった。
ホリー・ゴライトリーには自分の処女性を固くガードする気はさらさらないため、アクセルロッドは既存のパターンに頼らないロマンティック・コメディを編み出す必要があった。50年代後期から60年代初頭への転換であった。
映画用に主人公の男はゲイからヘテロセクシャルに変更されるが、誰とでも寝るホリーがなぜ彼とは寝ないのか、一緒にベッドに入るときにもじっと横になっているだけなのはなぜなのか、アクセルロッドはこれぞという理由を思いついた。男がジゴロだからであった。
アクセルロッドの熱弁を聞いて、ジュロウはもう他のライターを当たる気はないとパラマウントに宣言した。アクセルロッドは初稿、協議、改訂、再改訂などで26週間、10万ドルの仕事を手に入れた。
アクセルロッドは小説の辛辣すぎる部分をカットし、ソフトで芯の強いものに置き換えた。オマケの指輪にティファニーで文字を掘ってもらうシーンを付け加えたが、これは突飛でもあり、かすかに風刺が効き、上流コメディ感のよく表れたものとなった。またこのシーンはホリーとポールの気持ちをより強く結びつける役目を果たしている。ここはずっとアクセルロッドのお気に入りのシーンであった。
1959年7月に脚本は完成した。

### 映倫
アクセルロッドはホリーに対するPCA（映画制作倫理規定管理局）の注意を逸らすため、ポールのセックス・ライフを過剰に入れ込むという罠を仕掛けた。「今のままの2Eとポールの関係の描写は露骨すぎて容認できるものではない」と削除要請が脚本全体に及んだ。アクセルロッドは映画には登場しないスミスという人物を仕掛けておき、映倫側は「スミス氏がホモセクシャルを思わせるそぶりを見せる場面を描くのはまかりならん」と言い（当時はまだ同性愛を描くことはヘイズ・コードで許されていなかった）、またジュロウとシェファードは、ホリーがポールに言う「300ドル？彼女とっても気前がいいのね。」などの際どい表現も、原作の語り手のゲイっぽさを置き換えるには必要だと説いた。映倫はアクセルロッドの仕掛けた罠に見事に引っかかった。

### オードリー・ヘプバーン
ホリーにはオードリー・ヘプバーン以外に、シャーリー・マクレーン、ローズマリー・クルーニー、ジェーン・フォンダが検討された。そもそもヘプバーンに打診するのも難しかった。まず彼女のエージェントのカート・フリングスに電話し、掛け直してくれるのを待たなければならない。もし掛け直してくれたら、これがヘプバーンにとって目を通してもらう価値のある企画だと納得させなければならない。それももっと有名なプロデューサーからもっといい条件の依頼が入る前に急いでやらなければならなかった。やっとの事で電話が通じたジュロウは、「私のクライアントはコールガールを演じません。お電話ありがとうございました。」と言われたが、そこで引き下がらず、「それでは直接お話しください」となったという。
フリングスの許可を得て、マーティン・ジュロウと脚本のジョージ・アクセルロッドがヘプバーンを直接口説きに飛んだ。途中、二人はニューヨークに立ち寄り、パラマウントの重役たちに会った。パラマウントはヘプバーンが役を断るだろうと考えていた。
ジュロウとアクセルロッドは夫メル・ファーラーの仕事で南フランスにいたヘプバーンと会った。二人は約1週間にわたってヘプバーンの説得に当たった。当時妊娠中だったヘプバーンは「赤ちゃんを育てたいんです」「私には売春婦の役はできませんわ」として断った。メル・ファーラーもマリリン・モンローが候補に挙がっていたのを知っており、ヘプバーンのイメージに傷がつくと考えていた。ジュロウは「売春婦の映画を作りたいんじゃないんです。我々が作りたいのは夢見る人の映画なんです」と説得した。ヘプバーンはもし引き受けるにしても、脚本のきわどい暗示をやわらげて欲しいと要望を出した。
ヘプバーンはフリングスには女優として要求されることが過大だとして不安を述べている。フリングスはこれが反オードリーではなく、新しいオードリーだと説明した。女優として成長するならば、未知の領域にも踏み込まなければならない。出演料は75万ドルであった。「いい条件になるように持っていきますよ。監督の指名もこちらでやりましょう。」とフリングスは言った。

### 監督交代
この時点では監督はジョン・フランケンハイマーであったが、フリングスがジュロウに電話をしてきて、「オードリーは出演します。だが、監督がフランケンハイマーではダメだ。」と言ってきた。フリングスが出してきたリストはウィリアム・ワイラー 、ビリー・ワイルダー、ジョージ・キューカー、フレッド・ジンネマン、ジョーゼフ・マンキーウィッツらを含む一流監督ばかりであった。またシェファードも「フランケンハイマーはこの映画には向いていなかった。作風が暗いので交代させた。」と語っている。フランケンハイマーは降板した。
フリングスのリストのすべての監督が連絡を受けたが、仕事が入っているか、気が向かないかのどちらかであった。そのためジュロウ、シェファード、フリングスは次のランクの監督たちを当たるしかなくなった。シェファードは『ペティコート作戦』を撮ったばかりのブレイク・エドワーズの名前を挙げた。映画そのものは大したことはなかったが、ユニバーサル映画始まって以来最高の収益を上げており、ケーリー・グラントをうまく使いこなしたことにフリングスは惹かれた。
『ペティコート作戦』と『ピーター・ガン』を見たヘプバーンも映画会社も映画を任せるならエドワーズだと考えた。エドワーズは一世一代の大仕事を手に入れた。

### 配役
エドワーズはジョージ・ペパードが自分の映画に出るのには反対しており、代案としてトニー・カーティスやスティーヴ・マックイーンを推した。カーティスは出たがっていたが、オードリーの夫のメル・ファーラーが拒否、マックイーンは『拳銃無宿』への出演契約が残っていたため実現しなかった。ジョージ・ペパードが再浮上し、エドワーズはジュロウとシェファードと一緒にペパードの『肉体の遺産』を偏見なしで観に行ったが、ペパードが画面に出た瞬間から自分が間違っていなかったと確信するばかりだった。エドワーズはプロデューサー2人に向かって「どうかあの俳優だけはやめてくれ」と懇願したが、多数決で2対1となり、ペパードに決まった。
2Eはヴァージニア・メイヨがセリフのテストを受けたが、採用されなかった。シェファードの妻がパトリシア・ニールを推薦し、エドワーズがその案を気に入り、ニールに決定した。
ホセ役を演じたホセ・ルイス・デ・ヴィラロンガはヘプバーンの推薦、ドク役のバディ・イブセンとユニオシ役のミッキー・ルーニーはエドワーズのキャスティングであった。
またこの映画で重要な「キャット」役であるが、猫は1つの芸しか出来ないことが多いため、座る猫、歩く猫、ニャオと鳴く猫、飛び降りる猫など同じオレンジ色の12匹の猫がキャスティングされ訓練された。また全部を代表するスター猫は25匹でオーディションが行われ、「オレンジー」という猫が優勝した。

### ムーン・リバーの誕生
ヘンリー・マンシーニはそれまでにもブレイク・エドワーズとコンビを組んでおり、エドワーズが言葉で語れない部分を音楽で表現していた。エドワーズはマンシーニとホリーが共に既存の価値観に囚われないのを感じていた。マンシーニは60年代になる前にそれまでの交響曲的な音楽から離れてしまっており、マンシーニの音楽はスイングするジャズであった。しかしマンシーニに決まった後も、ホリーの歌に関してパラマウントの制作部長マーティン・ラッキン (Martin Rackin) はエレガントなブロードウェイ・スタイルの歌を考えていた。ホリーが最先端のお洒落人間に見えるような曲を求めており、会議では「君はソングライターじゃない。バック・グラウンド・ミュージックを作るだけだろう。」と言った。
マンシーニはエドワーズに、自分がホリーの歌う楽曲を作れるようにジュロウとシェファードに言ってもらえるように頼んだ。シェファードは「ジュロウも私もニューヨークを歌ったものでは絶対にダメだと思っていました。テキサス州チューリップ出身の女の子について歌った曲なのだから、サウンドもそれに合うものでなくては。」と語っている。
マンシーニはヘプバーンの声域の1オクターブと1音で曲を作ることになったが、丸1か月は四苦八苦していた。ところがある日突然流れるように音が出て、20分で曲が出来上がった。
エドワーズ、ジュロウ、シェファードはその曲を最高だと感じ、歌詞をつけることになった。マンシーニは作詞家にジョニー・マーサーを希望した。マーサーはマンシーニと共作したいと思っており、原作も好きだったので作詞を引き受けた。マーサーは3バージョンを作り、マンシーニと検討した。1つめは「私はホリー」の歌詞で始まるもので、マーサーは自信がなかった。2つめはボツになり、3つめは「ブルー・リバー」と名付けられたものであった。既に同名の曲があることをマーサーはマンシーニに伝え、代わりのタイトルとして『ムーン・リバー』でどうだろうと提案した。この歌詞でマーサーは心が切なくなるような層を成す情感を表現した。二人の友達の純粋な愛情を歌ったものとも受け取れ、恋に傷ついた心も汲み取れる。また、リスキーなホリー役を引き受けたオードリー・ヘプバーンの心情を音楽で表したかのようでもあった。
マンシーニは『ムーン・リバー』を聞かせ、エドワーズは口がきけないほど感動し、ジュロウ、シェファードの不安も解消した。全員一致だった。
問題はヘプバーンの歌であった。マンシーニはヘプバーンの声域で作曲し、『パリの恋人』で出来たのだから『ティファニーで朝食を』でも出来るはずだと説いた。しかしヘプバーンは『パリの恋人』以降、自分の声が細くなっていることで怖気付いていた。出演するだけでもリスクの大きな映画であるのに、負担が大きすぎると思った。マーニ・ニクソンによる吹替も検討されたが、エドワーズはホリーの本来の姿を表現する非常階段のシーンで、ヘプバーンの肉声を使わないとうまく機能しないだろうと考え、歌唱能力に弱点があったとしても、それはかえってホリーが普通の子であることを強調するだろうとヘプバーンを説得した。ヘプバーンはこれを受け入れ、ギターのレッスンとボーカル・コーチについて歌の練習を始めた。

### ニューヨーク・ロケ
撮影は1960年10月2日の日曜日の夜明け前にニューヨークで始まった。映画のオープニング・シーンが最初に撮影したシーンであった。ヘプバーンはデニッシュが嫌いで、代わりにコーンにのったアイスクリームではダメかとエドワーズに訊いてみたが、これは朝食だからダメだと言われていた。
次のシーンに移る前に、ティファニーの店内でイエロー・ダイヤの「ティファニー・ダイヤモンド」のネックレスを身につけて宣伝写真の撮影が行われた。この時までこのネックレスを身につけたのは、上院議員シェルダン・ホワイトハウス夫人ただ一人であり、1957年にティファニー大舞踏会で主賓になった時だけであった。映画の中では身につけるシーンは無い。ジュロウがティファニーの社長と交渉して、ティファニー初の店内での撮影を許してもらうため、ヘプバーンが「ティファニー・ダイヤモンド」を付けて写真撮影をするという交換条件だった。また、店内では朝食の乗ったテーブルが運び込まれ、ヘプバーンがそこに座り長いシガレットホルダーを持っているという、有名な写真が撮影された。
ニューヨークではロケは1週間続き、その後ハリウッドのパラマウントスタジオに移った。

### ジョージ・ペパード
シェファードは、ヘプバーンがジョージ・ペパードと演技するのを難しいと感じていたようだ、と語っている。ヘプバーンが監督の指示に従うのに対し、ペパードはそれに抵抗した。ハリウッドに到着する頃になると、ペパードの態度があまりにも横柄で自信過剰が甚だしくなり、共演者たちや監督も背を向け始めた。ジュロウもペパードに役を振ったのを後悔し始めた。
アクターズ・スタジオでペパードとよく共演していたパトリシア・ニールは、「『ティファニーで朝食を』で共演した時、何かがおかしくなっているのに気づきました。彼はすっかり冷たいうぬぼれ屋に変わったのがわかりました。」と語っている。ニールが言うペパードの「もっと自分にスポットライトを」キャンペーンから、脚本をめぐる諍いが巻き起こった。ニールは「ジョージがいちゃもんをつけるまでは、私の役は圧倒的に支配的な女の役で、もっと大層なキャラクターだったんですよ。でも彼はそれが気に入らず、私のセリフをとことん削除するために闘いました。ブレイクも対抗しきれず、実際かなりのセリフが削られました。」と語っている。さらに「1度など、ブレイクとジョージで殴り合いのケンカになりそうになりました。ジョージがブレイクの決定をことごとくひっくり返そうとしたのです。度を越えて横暴なため、監督が彼に殴りかかりそうになりました。私が2人を止めたのですが、ジョージは自分の言い分を通したんですよ。あの時点から本当に彼が嫌になりました。」とも語っている。
ブレイク・エドワーズは「ジョージのことは別に嫌ではありませんでしたよ。あいつはひどい大根役者でね。しょうもない役者という印象しかありませんね。」と語っている。当時エドワーズの妻だったパトリシア・スネルは「ジョージの問題は、周囲は自分を大物だと認めていると思い込んで撮影に臨んでしまうことです。彼が周りの人々に全く無関心なのはすぐにみんな分かってしまいますね。難しい人でした。」と語っている。
ペパードは孤立しており現場では意固地である、とメディアに漏れ、セリフを忘れる、約束を守らない、旧友をないがしろにする、と非難された。

### ヘプバーンとエドワーズとメル・ファーラー

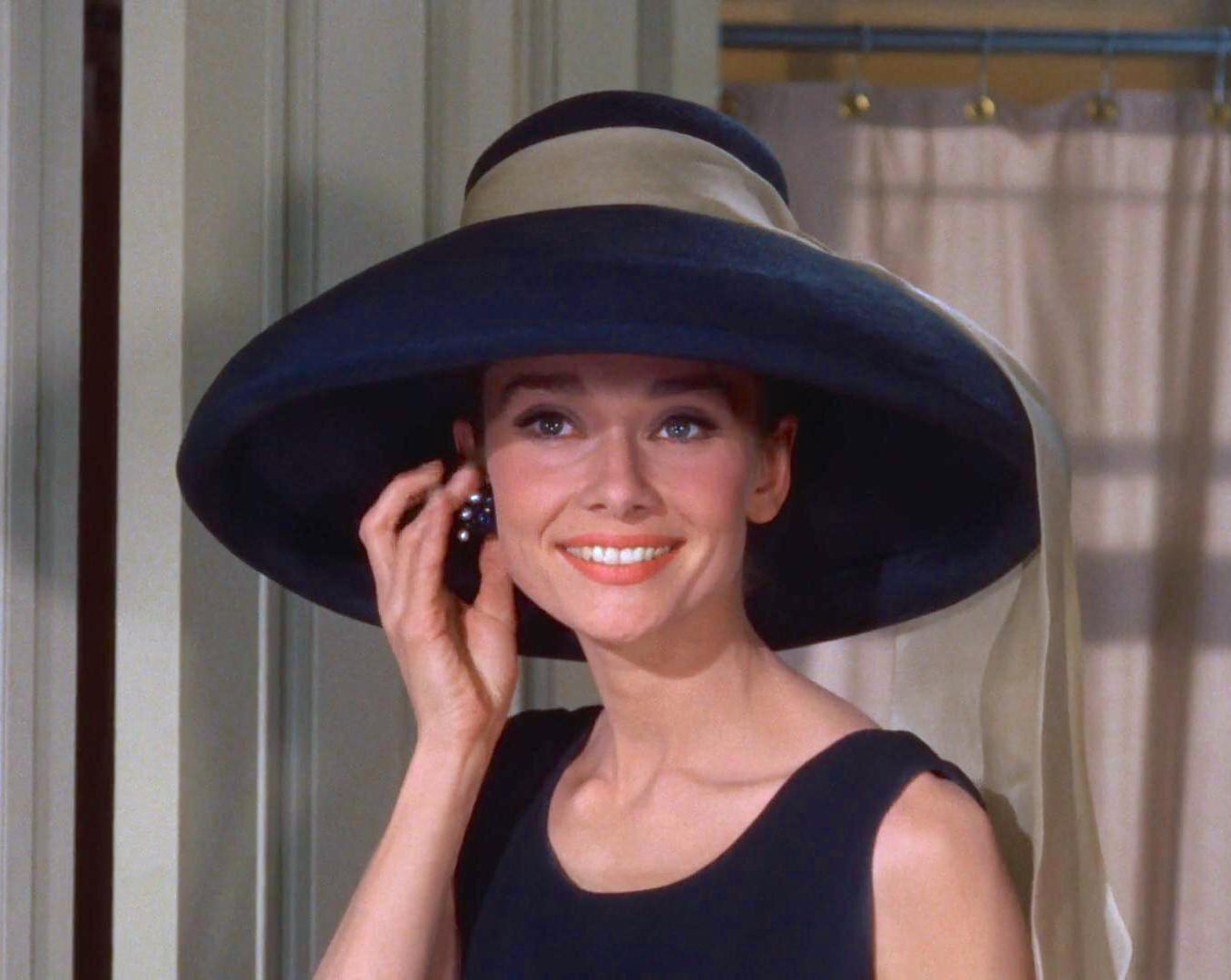
ホリー・ゴライトリーを演じるオードリー・ヘプバーン

1日の撮影が終わると、毎晩エドワーズはヘプバーンと翌朝撮影分のリハーサルを行っていた。通し稽古をしておくと、ヘプバーンは本番でも自信が付き、演技パターンの中から適切なものを選び、のびのびと演じることが出来た。ニューヨークではこのプロセスがうまく行ったが、ロサンジェルスへ移動してからはその成果が活かされていないのにエドワーズは気づいた。エドワーズはファーラー家の裏側をよく知っていたため、ヘプバーンの夫のメル・ファーラーが家で演技をつけているのではないかと思った。ファーラーはよく人前でヘプバーンを叱り付けており、パトリシア・ニールも「メルは彼女に対して本当に口うるさかったんですよ。しかも彼女はそれに従うんです。」と語っている。ヘプバーンは他人を優先しすぎて疲れてしまい、それでいて依存体質のためにいつも夫を必要としていた。
ヘプバーンが感じていた彼女自身とホリー・ゴライトリーとの間の溝を埋めるためには、演出に関して夫ではなく、自分のことだけを聞くように説得するしかないとエドワーズは考えた。そこでヘプバーンに自分を選ぶか、別の監督を見つけるように言った。ヘプバーンは即座に理解し、その瞬間からヘプバーンとエドワーズの息が完全に合うようになった。撮影が進むにつれ、エドワーズはヘプバーンに手を貸す必要がなくなったのを感じた。ヘプバーンは「私には経験が足りませんし、自分らしくない役をこなす演技力もありません。そんな私に『君はホリーになれる』と自信を持たせてくれたのはブレイク・エドワーズでした。」と語っている。
『ローマの休日』ではウィリアム・ワイラー監督はこうした指導を一切せず、ヘプバーンに何度も何度もやり直しをさせただけであり、『麗しのサブリナ』『昼下りの情事』のビリー・ワイルダー監督は実験は一切認めず、セリフは書いてある通りに決まった抑揚で発せられなければならず、『尼僧物語』も作り上げたのはフレッド・ジンネマン監督であった。ヘプバーンは女優として『ティファニーで朝食を』で、自分で自分に演技がつけられるという大きな成長を遂げた。

### パーティー・シーン
エドワーズはロマンティック・コメディのコメディ部分を充実させるために、パーティー・シーンを豪華ドタバタ喜劇場面にしようと考えた。大筋はあったものの、それ以外は即興であった。エドワーズはパーティー・シーンのためにエキストラではなく、俳優を雇った。誰に演技を頼むかわからなかったので、ちゃんとそれに応じられる人を雇っておきたかったのだった。映画では13分のシーンであるが、撮影には1960年の11月2日から9日までかかっている。
エドワーズは振付師のミリアム・ネルソンを雇った。彼女はダンスではなく、誰がどこへ移動すればいいかといったことを決めていった。また、エドワーズと共にスーツケースに電話を入れたり、マーティン・バルサムにシャワー室で女の子にキスをさせたりととんでもない案を次々と考えた。
ネルソンはまたパーティーの参加者としても登場している。ペパードの次に部屋に入ってくるゴールドのスーツを着た女性がそうであり、彼女はエドワーズの指示でアイパッチの男性と口喧嘩をしているシーンでも登場する。ネルソンは「一体何を怒鳴りあっているのか、どちらも全然わかっていませんでした」と語っている。
エドワーズはフェイ・マッケンジーという俳優に、鏡の前で大笑いする役を与えた。その数日後、マッケンジーはエドワーズに「ねえ、あの女、手に負えない泣き虫かもよ」と言い、それで泣く場面ができた。
メグ・ワイルドウッド役のドロシー・ホイットニーは両腕を脇につけたまままっすぐ倒れるというシーンがあった。彼女はマットレスに倒れこむのを怖がって、「できません、できません」と言っていたが、エドワーズにはそのショットが必要だったため、13テイク以上も撮り直しのために強要した。周りで見ている者にも、エドワーズが残忍に見え、これはつらい場面だったという。
エドワーズは「はい、音楽が鳴ったらこのグループはここを横切って向こうにいるそのグループと合流して」「ここにいる人たちは全員、普段からホリーと親しいのです。だから何があっても驚いちゃいけない、何が起こってもう所定の位置に留まり、自分の役のままでいるように。」などと指示を出していた。パーティーで室内を漂う煙を一層濃くするために発煙機も導入された。
マッケンジーは「ブレイクはみんなを出来る、素晴らしいという気分にさせてくれる人でした。セットではいつも面白いことが起こっていました。」「このパーティー・シーンが大受けだったので、ブレイクと私の夫（脚本家のトム・ウォルドン）はああいうシーンだけで映画を一本作ったらどうかと企画したんです。それが『パーティ』になりました。」と語っている。
このシーンはおかしいだけではなく、格好つけている都会人の気取りに対する風刺にもなっている。

### ラストシーン
アクセルロッドの書いていた脚本のラストシーンは、映画のようではなかった。雨が止み、青空が見え始めた通りでポールが走り去る車を見ていると、リムジンからホリーが飛び出してくる。2人でネコを探し出し、ホリーがネコを抱いたまま「ねえ、ネコにサムっていい名前だと思う？」というものであった。全体の構成が尻すぼみになってしまいそうだと思ったエドワーズは、別のラストシーンを作っていった。雨を加え、リムジンをタクシーに変えて撮影は1960年12月に行われた。
ラストシーンのためにヘプバーンには2つの楽屋が設置された。ひとつは濡れた衣装を脱ぐための「ウェット・ヘプバーン」、もうひとつは乾いた衣装を着るための「ドライ・ヘプバーン」と表札がかかっていた。ヘプバーンは「ウェット」へ駆け込み、「ドライ」から飛び出して、何度もやり直しを重ね、8テイク目にエドワーズが満足するラストシーンが撮れた。
実際にはアクセルロッド版のラストシーンも撮影されたが、アクセルロッドはニューヨークへ帰っており、最終決定は自分が納得する方をエドワーズが選んだ。

### アクセルロッドとエドワーズ
アクセルロッドとエドワーズの間には不和が生じていた。ラストシーンは怒りを抑えて受け入れたものの、自分の評判を落としかねないパーティー・シーンの暴走には反発した。しかしこれら2つのシーンへの反感も、ミッキー・ルーニー扮するユニオシの出演シーンに対する怒りに比べたら、取るに足らないものだった。アクセルロッドはルーニーが登場するたびに「勘弁してくれよ、ブレイク、これが映画を台無しにしているのがわからないのかよ」と言ったが、エドワーズは「ここではギャグが必要だし、ミッキーのキャラクターはおもしろいんだ」と言い返した。アクセルロッドは「いや、ミッキーのキャラクターは面白くないし、彼の存在は話の筋とは一切関係ない」と言った。アクセルロッドはヘプバーンとルーニーが一緒に出てくる唯一のシーンの再撮影の同意をヘプバーンから取り付けた。こうしておけばルーニーの出演部分を全部カットできるからであった。しかしエドワーズは結局それを残してしまった。それ以来、エドワーズとアクセルロッドは表面上の付き合いはあったが、絆は完全に絶たれてしまった。ビリー・ワイルダーはアクセルロッドに、ニューヨークに留まって完成作に文句をつけても仕方ない、製作の過程に関わりたければロサンジェルスに行くことだ、と説得した。後年アクセルロッドはそれを実行した。

### 音楽
映画音楽はそれまではただの伴奏という位置づけであった。マンシーニはシンフォニーとジャズを結びつけ、独立した楽曲として成り立つジャズ・テーマを『ティファニーで朝食を』に織り込んだ。『ムーン・リバー』のキャッチーなメロディはテーマ・ソングとして映画の中で繰り返し演奏され、人々の心に印象付けられた。
映画を完成したサントラ付きで見たヘプバーンは、マンシーニに「あなたの音楽はみんなを浮遊させ、高く飛翔させてくれました。私たちが言葉や演技で表せなかったものすべてをあなたが表現してくれました。ありがとう、ヘンリー。」と手紙を書いている。
映画完成後のパラマウント映画関係者向け内部試写会で、就任したばかりのパラマウント映画の新社長は、歌のシーンはカットした方がよいと言い放ったが、ヘプバーンが激怒して立ち上がり「絶対にカットはさせません」と言ったといわれてきた。しかし、「控えめに言っても敵対的と言えるこんな態度は、どう考えてもオードリー・ヘプバーンの得意なレパートリーではない」として、ヘンリー・マンシーニ自身が書いた自伝では「オードリーは何か言いたそうに椅子の中でもぞもぞしていた」だけということが挙げられている。実際にはパラマウントの製作部長のマーティン・ラッキンがカットしろと言い、ヘプバーンではなく、プロデューサーであるリチャード・シェファードが「絶対にカットなんてさせないぞ。するなら俺を殺してからにしろ！」と言ったと自身で明かしている。

### ポスター
ロバート・マッギニスのところへ、パラマウントが『ティファニーで朝食を』のポスター・デザインのために雇ったアート・ディレクターから、「猫を肩に乗せて、長いシガレットホルダーを持っている女の子をひとり」というイラストの依頼があった。

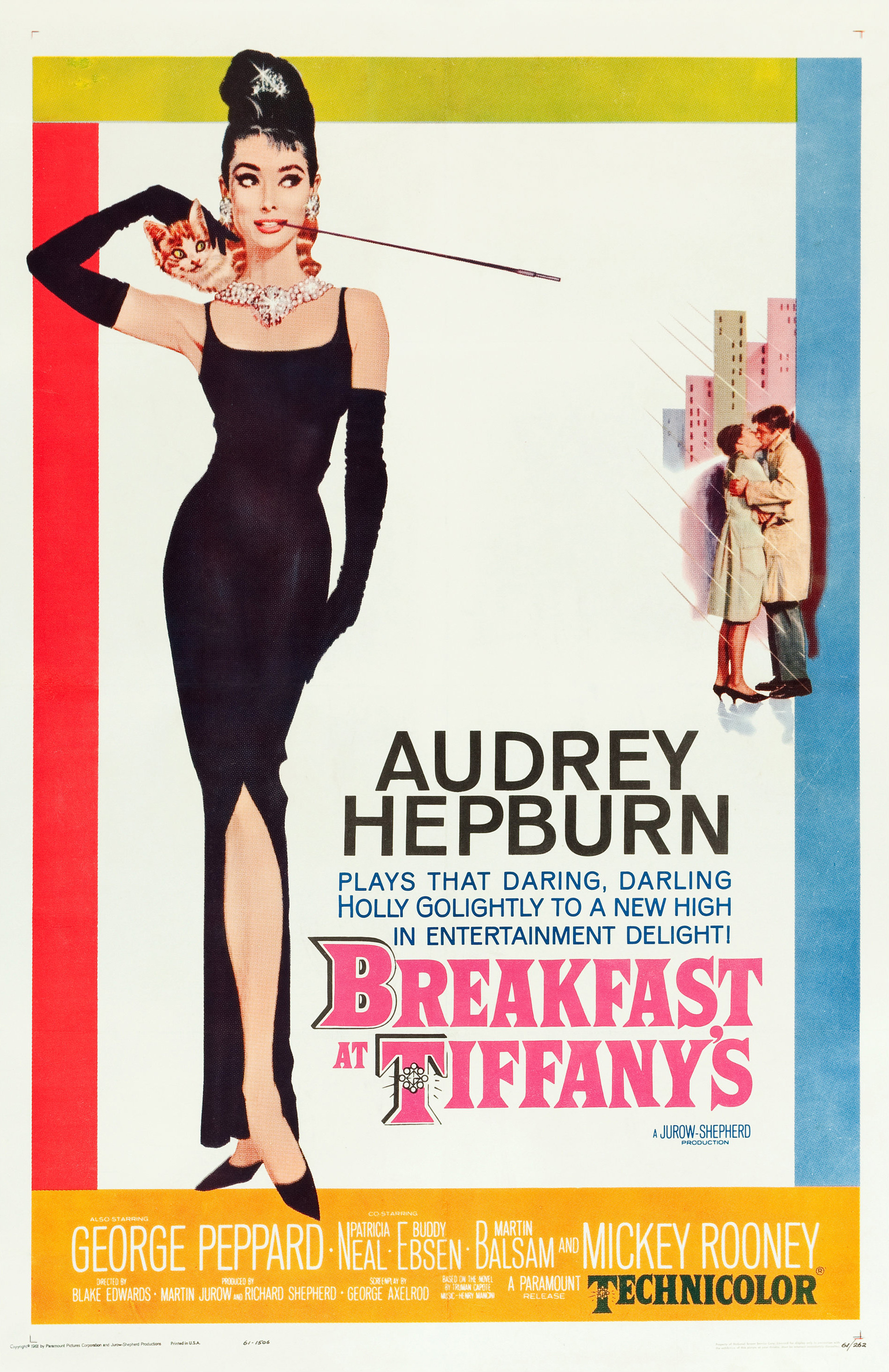
ロバート・マッギニスによるオリジナル・ポスター

映画のスティール写真が送られてきたが、あまり役には立たなかったので、モデルに頼んで猫を肩に乗せてポーズをとってもらった。猫はじっとしていないので、右手を挙げて猫を押さえなければならなかったので必然的に出来たポーズであった。マッギニスはヒップとバストを描き足し、映画会社とアート・ディレクターの意見にしたがって足が出るように描き、背景に恋人同士が抱き合っている図柄を入れ、前面のヘプバーンのエレガンスと対比させた。
しかし映画会社にとって大事なのは猫を入れることであった。ポスターの女の子だけだとセクシーで顰蹙を買いそうな図柄であるが、猫を入れることによってそうでなくなった。

### リトル・ブラック・ドレス
本作の冒頭でオードリー・ヘプバーンが着用したジバンシィのドレスは非常に人気があり、映画に登場するドレスとしては最も有名なもののひとつである。

### カポーティの反応
カポーティはパラマウントから映画の出演者を聞いて、ひどいミスキャストだと思った。しかしヘプバーンには直筆で「このたびは『ティファニーで朝食を』の映画への出演をご承諾いただき、大変うれしく思っております。脚本に対する意見もありませんし、脚本そのものをこれまで読む機会もありませんでしたが、オードリーもホリーもどちらもすばらしい女性なので、必ずやよい作品になることと信じております。」という手紙を送っている。
さらに当時ブレイク・エドワーズの妻だったパトリシア・スネルにホテルまで送ってもらった際には「君の旦那に映画を監督してもらって、本当に、本当によかった。映画の出来が素晴らしくて感動した。ああいう映画になって満足だ」と言っていた。
だが、後年のインタビューでカポーティは「こんなにひどいミスキャストの映画は見たことがない」「あの役をオードリーがやると決まった時には、ショックで怒りに震えました」「ブレイク・エドワーズみたいな無能な監督を引っ張ってきて、あいつにはツバを吐きかけてやりたいくらいだ！」「脚本は僕にどうかって話もあったんですよ」と述べている。ただし実際にはカポーティへの脚本の依頼はなされていない。ジュロウとシェファードは脚本の変更に抵抗のないライターを選んでいた。

### 公開
マンシーニは音楽を新たに作り直し、再レコーディングしたものをサントラ・アルバムとして発売した。『ムーン・リバー』はテーマソングとして、シングル、アルバムの両方でチャート上位に上昇した。マンシーニはサントラを大ヒットさせた初の映画音楽家になった。アカデミー賞の最優秀歌曲賞と最優秀作曲賞、グラミー賞の最優秀レコード賞、最優秀楽曲賞、最優秀サウンドトラック・アルバム作曲賞、最優秀インストゥルメンタル編曲賞、最優秀パフォーマンス賞ダンス音楽オーケストラ部門を受賞している。
『ティファニーで朝食を』は興行収入で北米で400万ドル、世界では600万ドルの成績をあげた。飛び抜けて巨額ではないが、映画会社がジュロウとシェファードに温かい握手をしてくれるだけの額であった。

## 作品の評価
映画雑誌『スクリーン』で「ぼくの採点表」というコーナーを持っていた映画評論家双葉十三郎の評価は☆☆☆★★★で75点（上出来の部類）。これはオードリー・ヘプバーン作品では『尼僧物語』『噂の二人』『おしゃれ泥棒』『ロビンとマリアン』と並ぶ高得点である。
Rotten Tomatoesによれば、批評家の一致した見解は「いくつかの醜い時代錯誤が含まれているが、ブレイク・エドワーズはこの象徴的な古典的な作品で最高に面白く、オードリー・ヘプバーンは完全にスクリーンを照らしている」であり、52件の評論のうち高評価は88パーセントにあたる46件で、平均点は10点満点中7.42点となっている。Metacriticによれば、6件の評論のうち、高評価は5件、賛否混在は1件、低評価はなく、平均点は100点満点中76点となっている。
原作小説を翻訳したアメリカ文学研究者の龍口直太郎は解説において、映画化においてよくあるように映画と小説はかなり違ったものになっており、あまり感心できない通俗化が行われたとして、小説の語り手である「私」（映画のポール）が原作には登場しない女性デザイナーの男妾（おとこめかけ）みたいになっていることに憤りを感じたとし、もっと重大な違いとして映画ではホリーと「私」が最後に結ばれることを挙げ、そのようなハッピーエンディングをこしらえるとホリーのイメージは無残に破壊されてしまうと書いている。また2008年に原作小説を新訳した小説家の村上春樹は訳者あとがきにおいて、映画に主演したオードリー・ヘップバーンやジョージ・ペパードの個性やイメージが原作のホリー・ゴライトリーや語り手の「僕」とはかなり異なっているため、映画のストーリーは原作とはかなり違うものになってしまっていることを指摘している。映画は映画として面白かったことを認めつつ、誰かが原作にできるだけ忠実にもう一度映画化してくれないものだろうか？とも書いている。

### ユニオシの描写

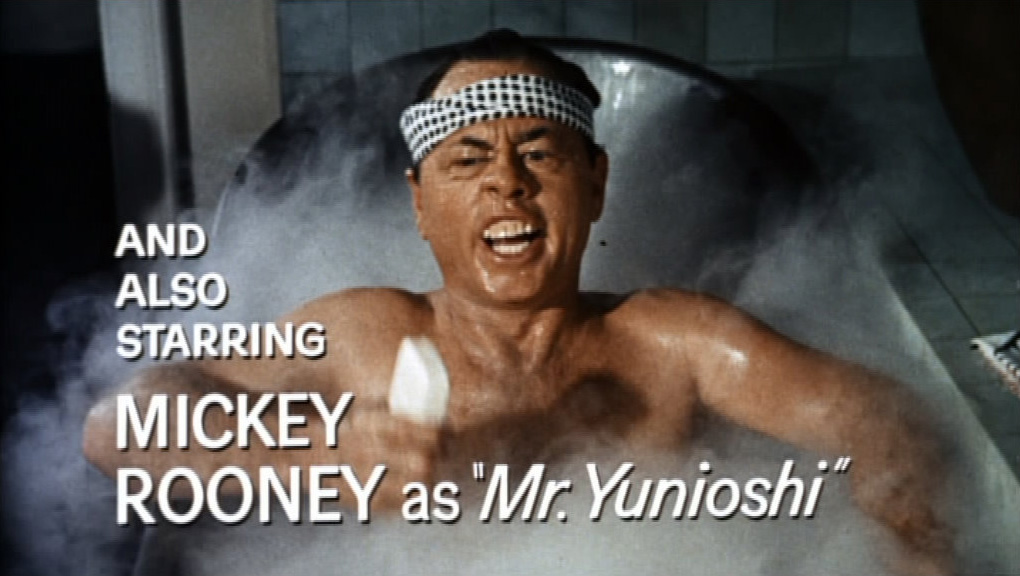
ルーニーによる演技
口に出っ歯のマウスピースを嵌めている。

日系アメリカ人の登場人物のユニオシは、カポーティの原作小説ではホリーに好意を持つ人物として描写されており、映画に登場するようなコミカルな描写は見られないが、映画ではアメリカ社会におけるステレオタイプな日本人像（背が低く前歯が極端に突出しているなど）を反映して表現されており、また主人公ホリーの不作法をなじる気難しい存在として描かれている。
映画が公開された1961年当初は、映画のユニオシについて好意的な評価もあったが、1990年代頃から典型的な人種差別描写として批判されるようになった。
ユニオシを演じた白人俳優ミッキー・ルーニーは後に当時を振り返って「なあに、あの頃は日本人がどんなだったかよく知らなかったんだな」（朝日新聞日曜版「世界　シネマの旅2」）と述べており、監督のブレイク・エドワーズも「あれは失敗だった。今は民族の描写にとても気を遣う時代です。日本人をあの様に描くべきではなかった」（「世界　シネマの旅2」）と述べているが、エドワーズは1987年に監督した『ブラインド・デート』でも日本人妻に芸者の格好をさせるなど極端な描き方をして笑いを取っている。

## 賞歴
- アカデミー賞
  - 主題歌賞受賞：ヘンリー・マンシーニ、ジョニー・マーサー
  - 作曲賞受賞：ヘンリー・マンシーニ
  - 主演女優賞ノミネート：オードリー・ヘプバーン
  - 脚色賞ノミネート：ジョージ・アクセルロッド（英語版）
  - 美術賞ノミネート：ローランド・アンダーソン（英語版）、ハル・ペレイラ（英語版）、サム・カマー（英語版）、レイ・モイヤー（英語版）
- ゴールデングローブ賞
  - 作品賞（ミュージカル・コメディ部門）ノミネート
  - 主演女優賞（ミュージカル・コメディ部門）ノミネート：オードリー・ヘプバーン
- ダヴィッド・ディ・ドナテッロ賞
  - 最優秀外国主演女優賞受賞：オードリー・ヘプバーン
- 全米監督協会賞
  - 長編映画監督賞ノミネート：ブレイク・エドワーズ
- 全米脚本家組合賞
  - 最優秀脚本賞受賞（コメディ部門）：ジョージ・アクセルロッド
- ローレル賞（英語版）
  - 最優秀主題歌賞受賞：ヘンリー・マンシーニ、ジョニー・マーサー
  - 作品賞（コメディ部門）第3位受賞
  - 主演女優賞（コメディ部門）第3位受賞：オードリー・ヘプバーン
  - 監督賞ノミネート（第8位）：ブレイク・エドワーズ
- バンビ賞
  - 主演女優賞ノミネート：オードリー・ヘプバーン
- グラミー賞
  - 最優秀レコード賞（ムーン・リバー）受賞：ヘンリー・マンシーニ
  - 最優秀楽曲賞（ムーン・リバー）受賞：ヘンリー・マンシーニ、ジョニー・マーサー
  - 最優秀サウンドトラック・アルバム作曲賞受賞：ヘンリー・マンシーニ
  - 最優秀インストゥルメンタル編曲（ムーン・リバー）受賞：ヘンリー・マンシーニ
  - 最優秀パフォーマンス賞ダンス音楽オーケストラ部門受賞：ヘンリー・マンシーニ
  - 最優秀アルバム賞ノミネート：ヘンリー・マンシーニ、オードリー・ヘプバーン
- サテライト賞
  - 最優秀クラシックDVD賞ノミネート (2006) ：アニバーサリー・エディション
- アメリカ国立フィルム登録簿
  - 登録：2012年
- 国際映画音楽批評家協会賞
  - 最優秀アーカイブリリース賞（フィルムバージョン版アルバムに対して）2014年ノミネート：ヘンリー・マンシーニ、ダグラス・フェイク、ロジャー・フェイゲルソン、ジェフ・ボンド、ジョー・シコリャック